# Neoregelia guttata
Neoregelia guttata är en gräsväxtart som beskrevs av Elton Martinez Carvalho Leme. Neoregelia guttata ingår i släktet Neoregelia och familjen Bromeliaceae. Inga underarter finns listade i Catalogue of Life.